# Rudolf Bentzinger
Rudolf Bentzinger (* 22. August 1936 in Erfurt) ist ein deutscher Germanist und Philologe, der sich besonders mit der Geschichte der deutschen Sprache beschäftigt. 

## Werdegang
Bentzinger besuchte das heutige Heinrich-Mann-Gymnasium Erfurt. Von seinem Schulleiter unterstützt, konnte Bentzinger, der sich weder der FDJ noch der SED anschloss, ein Externstudium an der Friedrich-Schiller-Universität Jena absolvieren. Danach war er als Lehrer in Naumburg (Saale) beschäftigt, bis er 1961 an die Pädagogische Hochschule Leipzig wechselte. Hier hatte er es nach eigener Aussage für 15 Jahre mit harten ideologischen Zwängen zu tun, sodass ihm der 1976 eröffnete Zugang zur Akademie der Wissenschaften der DDR als Befreiung erschien, weil dort in erster Linie seine Leistung als Wissenschaftler gefragt war. Neben der beruflichen Tätigkeit hatte Bentzinger unterdessen promoviert und sich habilitiert.
Im Zuge des deutschen Einigungsprozesses wurde die DDR-Akademie abgewickelt, Bentzingers Arbeitsbereiche Deutsches Wörterbuch und Goethe-Wörterbuch aber von der neugegründeten Berlin-Brandenburgischen Akademie der Wissenschaften übernommen, und er selbst auch. An der TU Berlin wurde er 1998 Honorarprofessor; an der Universität Mainz lehrte er bis zum Jahr 2000 als Gastprofessor.
Nach seiner Emeritierung blieb Bentzinger Mitarbeiter der Berlin-Brandenburgischen Akademie der Wissenschaften und ist seit 2006 ordentliches Mitglied der Akademie gemeinnütziger Wissenschaften zu Erfurt.

## Veröffentlichungen (Auswahl)
- Studien zur Erfurter Literatursprache des 15. Jahrhunderts : an Hand der Erfurter Historienbibel vom Jahre 1428. Akademie-Verlag, Berlin 1973.
- Thomas Müntzer: Schriften, Liturgische Texte, Briefe. Ausgewählt und in neuhochdeutscher Übertragung herausgegeben von Rudolf Bentzinger und Siegfried Hoyer. Union Verlag, Berlin 1990.
- Untersuchungen zur Syntax der Reformationsdialoge : 1520-1525 : ein Beitrag zur Erklärung ihrer Wirksamkeit.  Akademie-Verlag, Berlin 1992.
- als Hrsg. mit Norbert Richard Wolf: Arbeiten zum Frühneuhochdeutschen. G. Kettmann zum 65. Geburtstag (= Würzburger Beiträge zur deutschen Philologie. Band 11). Würzburg 1993.